# Gloria Marín
Gloria Marín, de son vrai nom Gloria Méndez Ramos, née Gloria Ramos Luna, est née le 19 avril 1919 à Mexico au Mexique et morte le 13 avril 1983  dans la même ville, est une actrice mexicaine. Elle est considérée comme l'une des célèbres stars de l'époque dorée du cinéma mexicain.
Au cours de sa carrière, Marín est apparue dans une centaine de films et de séries télévisées. Elle est nommée aux Ariel Awards pour son rôle principal dans le film Si Adelita se fuera con otro (es) en 1948.

## Biographie

### Jeunesse et formation
Gloria Ramos Luna est la fille de la danseuse María Ramos Luna (qui utilise le nom artistique Laura Marín) et de l'homme d'affaires Pedro Méndez. Elle est la cousine de l'acteur Pedro Armendáriz.
Elle a commencé sa carrière à l'âge de six ans, aux côtés de sa mère qui dirige une compagnie théâtrale à Mexico. Elle travaille plus tard dans des théâtres et des Carpa (es) de la ville et se distingue en jouant dans El Salón Rojo, où elle est connue sous le nom de la Precoz Glorina. Plus tard, elle se produit à El Mayab et au Santa María La Ribera où le comédien Joaquín Pardavé lui offre sa première opportunité au cinéma,.

### Carrière
Marín débute dans le film Los millones de Chaflán (es) en 1938.  Elle tourne dix-neuf films entre 1938 et 1941 et joue avec Cantinflas dans El gendarme desconocido (es) en 1941. En 1942, Marín joue aux côtés de Fernando Soler dans le film Qué hombre tan simpático. Elle joue également avec Arturo de Córdova dans les films Le Comte de Monte-Cristo (1942) et Crepúsculo (es) (1945).
Marín est nommée pour un Ariel Award pour sa performance dans Si Adelita se fuera con otro (es) en 1948.
Pendant 30 ans, Gloria joue dans plusieurs telenovelas comme La hiena (es), Hermanos Coraje (es) et La maldición de La Blonda, entre autres. Elle joue également dans plusieurs pièces de théâtre telles que Debiera haber obispas, Tan cerca del cielo et La jaula de cristal.
Son dernier rôle notable est celui de la mère supérieure dans la telenovela Mundo de juguete (es) en 1974.

### Vie de famille

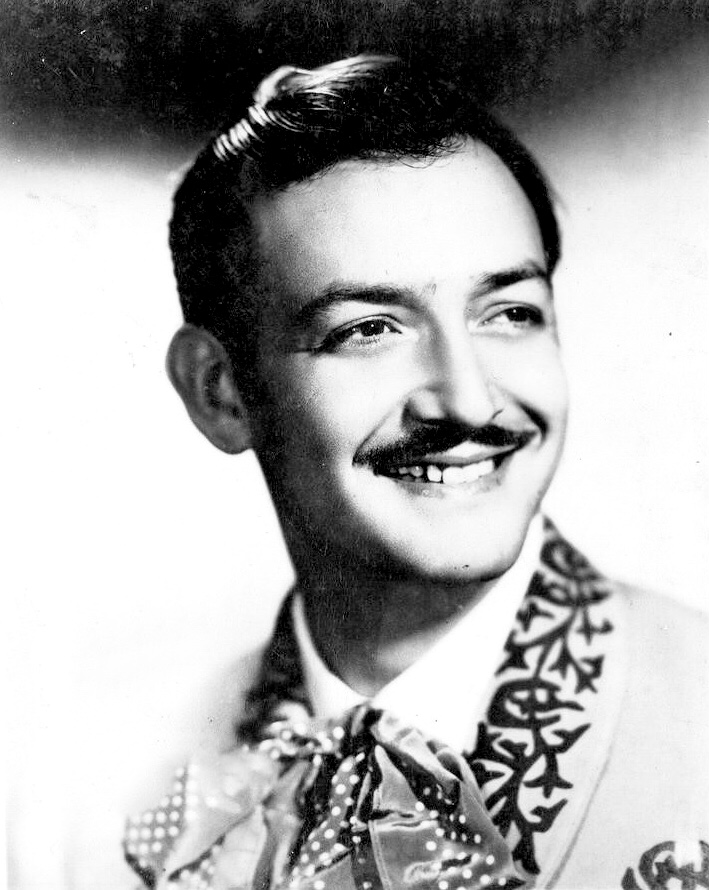
Jorge Negrete, vers les années 1940.

À l'âge de 15 ans, elle épouse l'officier Arturo Vargas, un agent de la circulation.
En 1941, à l'âge de 22 ans, Marín rencontre Jorge Negrete, 30 ans, sur le tournage de ¡Ay, Jalisco, no te rajes! (en). Bien que Negrete soit déjà marié, ils ont tous deux une alchimie, à la fois devant et derrière la caméra, qui devient évidente dans le film. Après le film, ils restent amis, mais lorsque Negrete revient de New York pour tourner son prochain film, ils entament une relation qui dure dix ans. Ils vivent ensemble mais ne se marieront jamais, parlant de leur relation comme d'un mariage et plus tard d'un divorce après 1952, date à laquelle ils se séparent. En 1951, ils adoptent une fille, Virginia. Ils jouent ensemble dans 10 films.
Marín épouse l'acteur Abel Salazar à Mexico le 31 mai 1958 et dont elle divorce en 1960.

### Mort
Le 13 avril 1983, six jours avant son anniversaire, Marín meurt à Mexico, à l'âge de 63 ans, d'un arrêt cardiorespiratoire irréversible non traumatique, d'un œdème pulmonaire aigu non cardiogénique et d'une septicémie. Son corps est incinéré au Panteón Jardín (en) de las Lomas, situé à Naucalpan de Juárez, dans l'État de Mexico. Son certificat de décès mentionne qu'elle est divorcée de Jorge Negrete, bien qu'il soit dit qu'ils n'étaient qu'un couple. L'endroit où se trouvent ses cendres est inconnu.

## Distinctions

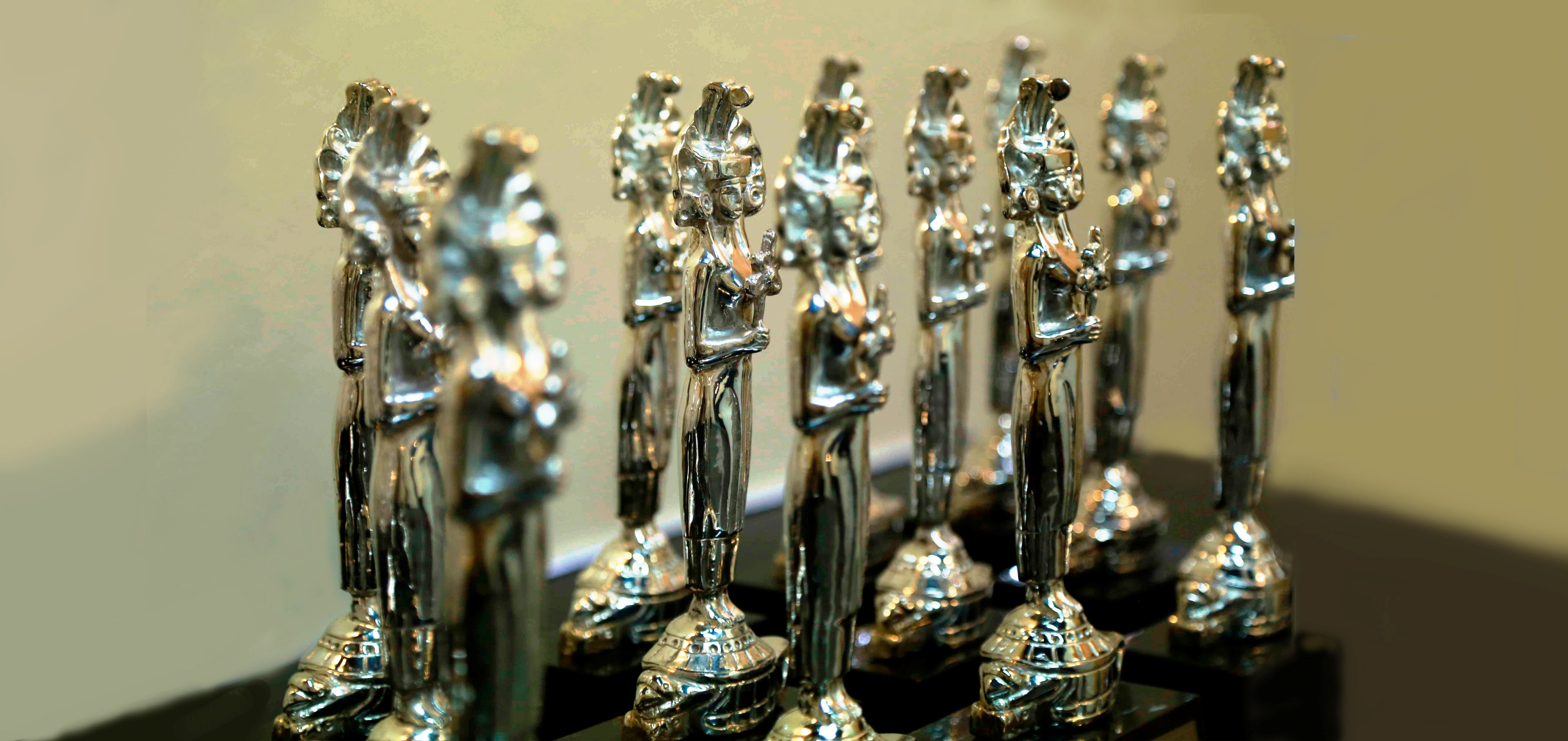
Diosas de Plata.

Marín remporte deux Diosas de Plata (es) pour son travail dans les films Mecánica nacional (es) (1972) et Presagio (es) (1974).

## Filmographie

### Cinéma
- Cruz de olvido (1981)
- El Coyote y la Bronca (es) (1978)
- Acto de posesión (1977)
- Presagio (1974)
- Los perros de Dios (1973)
- El festín de la loba (1972)
- Mecánica nacional (es) (1971)
- Anita de Montemar (1969)
- El criado malcriado (1968)
- La primera comunión (1967)
- Las visitaciones del diablo (1967)
- Bromas, S.A. (1966)
- La muerte es puntual (1965)
- La justicia del Coyote (es) (1956)
- El caso de la mujer asesinadita (1955)
- El Coyote (película) (es) (1955)
- Ley Fuga (1954)
- Nuevo amanecer (1954)
- Pecado mortal (1954)
- The Ghost Falls In Love (en) (1953)
- Ni pobres ni ricos (1953)
- El derecho de nacer (1952)
- Forever Yours (en) (1952)
- Hay un niño en su futuro (1951)
- Un gallo en corral ajeno (1951)
- El sol sale para todos (1950)
- Mujer de medianoche (1949)
- Rincón brujo (es) (1949)
- El pecado de quererte (1949)
- Si Adelita se fuera con otro (1948)
- La venenosa (1948)
- Bel-Ami (en) (1947)
- La noche y tú (1946)
- En tiempos de la Inquisición (1946)
- The Associate (en) (1945)
- Hasta que perdió Jalisco (1945)
- Canaima (1945)
- Crepúsculo (es) (1945)
- Así son ellas (1944)
- Una mujer que no miente (1944)
- Alma de bronce (1943)
- Una carta de amor (1943)
- Beautiful Michoacán (en) (1943)
- La posada sangrienta (1943)
- Tentación (1943)
- El jorobado (Enrique de Lagardere) (1943)
- Qué hombre tan simpático (es)' (1943)
- La virgen que forjó una patria (1942)
- Historia de un gran amor (1942)
- El que tenga un amor (1942)
- Le Comte de Monte-Cristo (1942)
- Seda, sangre y sol (1941)
- La gallina clueca (1941)
- La posada sangrienta (1941)
- El gendarme desconocido (es) (1941)
- ¡Ay, Jalisco, no te rajes! (en) (1941)
- Amor chinaco (1941)
- The 9.15 Express (en) (1941)
- Cuando los hijos se van (1941)
- Cantinflas ruletero (1940 ; court-métrage publicitaire)
- El jefe máximo (1940)
- Jengibre contra dinamita (1939 ; court-métrage publicitaire)
- Los apuros de Narciso (1939)
- Odio (1939)
- El muerto murió (1939)
- Every Madman to His Specialty (en) (1939)
- Cada loco con su tema (1938)
- La casa del ogro (1938)
- The Girl's Aunt (en) (1938)
- Los millones de Chaflán (1938)

### Télévision
- Al rojo vivo (1980)
- Cancionera (1980)
- Honrarás a los tuyos (1979)
- Lágrimas negras (1979)
- La hora del silencio (1978)
- Mundo de juguete (es) (1974) … Mère Supérieure
- La hiena (1973)
- Los hermanos coraje (1972)
- Una vez, un hombre (1971)
- Maldición de La Blonda (1971)
- El oficio mas antiguo del mundo (1970)
- Prohibido (1970)
- Mi amor por ti (1969)
- Engañame (1967)
- La dueña (1966)
- Alma de mi alma (es) (1965)
- Puente de cristal (1965)
- La piel de Zapa (1964)
- Gabriela (1964)
- La madrastra (1962)
- Un rostro en el pasado (1960)